# Olympische Sommerspiele 1968/Teilnehmer (Niederländische Antillen)
| Gelbes Symbol für Goldmedaillen mit stilisierten Olympischen Ringen | Graues Symbol für Silbermedaillen mit stilisierten Olympischen Ringen | Braundes Symbol für Bronzemedaillen mit stilisierten Olympischen Ringen |
| ------------------------------------------------------------------- | --------------------------------------------------------------------- | ----------------------------------------------------------------------- |
| —                                                                   | —                                                                     | —                                                                       |

Die Niederländischen Antillen nahmen an den Olympischen Sommerspielen 1968 in Mexiko-Stadt mit einer Delegation von fünf Sportlern (drei Männer und zwei Frauen) teil.

## Teilnehmer nach Sportarten

### Fechten
- Jan Boutmy
Säbel, Einzel: Vorrunde

- Ivonne Witteveen
Frauen, Florett, Einzel: Vorrunde

- Myrna Anselma
Frauen, Florett, Einzel: Vorrunde

### Gewichtheben
- Rudy Monk
Mittelgewicht: 16. Platz

- Fortunato Rijna
Mittelschwergewicht: 17. Platz